# راب لایفلد
راب لایفلد (انگلیسی: Rob Liefeld؛ زادهٔ ۳ اکتبر ۱۹۶۷) یک متصدی ویراستاری، فیلم‌نامه‌نویس، و پدیدآور اهل ایالات متحده آمریکا است.